# Zespół Cotarda
Zespół Cotarda – rzadko występujące zaburzenie towarzyszące czasem ciężkiej depresji, objawiające się występowaniem urojeń nihilistycznych o rozbudowanej, absurdalnej treści (zanik narządów, rozpad organizmu, przekonanie o własnej śmierci). Obserwuje się także pobudzenie psychoruchowe, silny lęk oraz obniżenie czucia bólu i skłonności samobójcze (suicydalne). Należy do obrazu chorobowego występującego najczęściej w depresji inwolucyjnej.
Nazwa schorzenia wywodzi się od nazwiska Jules'a Cotarda (1840–1889), francuskiego neurologa, który jako pierwszy opisał to schorzenie jako le délire de négation (z fr. urojenie negacyjne).
W publikacji tej Cotard opisał przypadek Mademoiselle X, która zaprzeczała istnieniu niektórych części swojego ciała i uważała, że nie potrzebuje jedzenia. Twierdziła, że jest skazana na wieczne potępienie i dlatego nie może umrzeć śmiercią naturalną. W trakcie trwania delirium zmarła na skutek zagłodzenia.